# 彝語支
彝語支，又称倮倮语支、Ngwi，是緬彝語群的一個支系，分佈在雲南、四川、貴州、廣西、緬甸、泰國、老撾、越南等地，使用人口達1000萬人。彝語支和彝族语言（统称彝语）的概念并不相同。为避免混淆，Bradley（2007）提出称这个语支为Ngwi，这个词是对本语支语言使用者自称的构拟，和汉语“银”字同源。
彝語支多數語言元音有元音鬆緊對立鬆緊對立，而且和聲調有一定制約關係。語序是主賓謂。
可以分成北部、中部、南部、东南部四個分支：
- 北部：彝語北部方言（诺苏语）、彝語南部方言（尼苏语）、彝語東部方言、卡卓语（嘎卓话）
- 中部：拉祜語、傈僳語、彝語西部方言、彝語中部方言、彝語東南部方言、基諾語、堂郎语
- 南部：哈尼語、毕苏语组（毕苏语、桑孔语）
- 东南部：仆拉语、姆基语、拉余语、末昂语、嘎苏语

怒苏语、柔若语和一些彝语小方言的地位尚无定论。有人认为怒苏语和柔若语属于中部语组。